# 景宏年
景宏年（1963年1月—），男，漢族，江蘇啟東人，省委黨校在職研究生學歷。1982年8月參加工作，1985年9月加入中國共產黨。

## 生平
1982年8月，來到四川省渡口市（現攀枝花市）工作，後曾任攀枝花礦務局副局長、攀枝花市人民政府市長助理。1998年4月，任攀枝花市人民政府副市長。2003年3月，任中共攀枝花市委常委、市总工会党组书记、市国资委党委书记。2005年8月，調任四川省煤炭產業集團。2013年12月，升任四川省煤炭產業集團黨委書記、董事長。
2020年7月28日，四川省紀委監委宣布景宏年涉嫌嚴重違紀違法，正在接受紀律審查和監察調查。2021年2月26日，遭到开除党籍、开除公职处分。2021年4月9日，景宏年涉嫌受贿罪一案，经四川省人民检察院指定管辖，由四川省南充市人民检察院依法向四川省南充市中级人民法院提起公诉。